# Luigi Vanvitelli

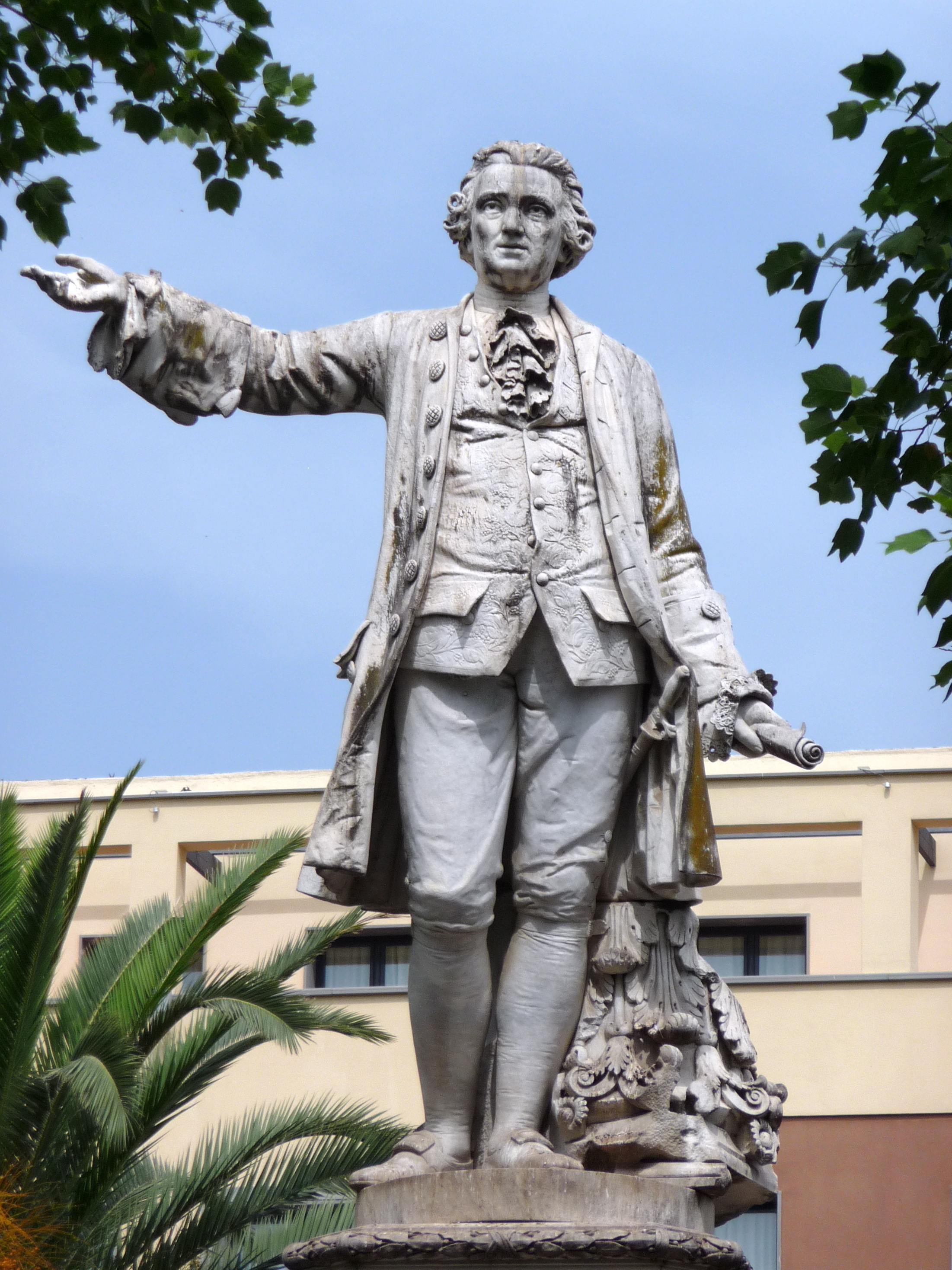
Luigi Vanvitelli, staty på Piazza Vanvitelli i Caserta.

Luigi Vanvitelli, född 12 maj 1700 i Neapel, död 1 mars 1773 i Caserta, var en italiensk arkitekt under senbarocken och nyklassicismen. Han var son till Gaspare Vanvitelli.
Vanvitelli, som var elev till Filippo Juvarra, ritade bland annat ett flertal byggnadsverk i Neapel.